# Lønborg
Lønborg es una pequeña localidad danesa ubicada en el municipio de Ringkøbing-Skjern, en la región central de la península de Jutlandia.
De esta localidad es oriundo el matemático Agner Krarup Erlang (1878-1929), célebre por su teoría de colas.
- Datos: Q2616989
- Multimedia: Lønborg / Q2616989